# Surfing H3O
Surfing H3O — видеоигра про сёрфинг, разработанная студией Opus и изданная ASCII Entertainment в Японии и Rockstar Games на международном уровне для PlayStation 2.

## Игровой процесс
Есть два режима игры, которые можно выбрать в главном меню: турнир, который содержит набор уровней с различными условиями, и режим Vs., который разработан так же, как и турнир, только для двух игроков. Последний не разыгрывается одновременно, но вместо этого игроки будут чередовать свои ходы. Цель состоит в том, чтобы пройти через волны, которые движутся в определённом направлении, собирая разбросанные вокруг буйки и выполняя определённые трюки, прежде чем истечёт отведённое время. Каждый курс требует, чтобы игроки набрали определённое количество очков, прежде чем перейти к следующему. Их можно получить, собирая маркеры или выполняя трюки.
В режиме турнира каждая серия состоит из шести этапов. После завершения одной серии начинается следующее соревнование с тем же количеством уровней и с постепенно усложняющимися условиями. В начале открываются только два уровня сложности: лёгкий и средний. По мере завершения каждого из них открываются новые, такие как pro или semi pro. Игроки могут выбирать из одиннадцати различных персонажей, таких как Келли Сансет или Марк Маверикс. У каждого из них немного разная статистика.

## Разработка
Surfing H3O — это переработанная версия игры Surfroid. В результате сюжет, который вращался вокруг инопланетян и конца света, был исключён из этой версии.

## Оценки
| Сводный рейтинг    | Сводный рейтинг |
| Агрегатор          | Оценка          |
| ------------------ | --------------- |
| GameRankings       | 41,09 %         |
| Metacritic         | 46/100          |
| Иноязычные издания |                 |
| Издание            | Оценка          |
| AllGame            | [ 10 ]          |
| Edge               | 4/10            |
| EGM                | 4,5/10          |
| Famitsu            | 30/40           |
| Game Informer      | 3/10            |
| GamePro            | [ 15 ]          |
| GameRevolution     | D−              |
| GameSpot           | 4,8/10          |
| GameSpy            | 15 %            |
| IGN                | 4/10            |
| Jeuxvideo.com      | 8/20            |
| Next Generation    | [ 21 ]          |
| OPM                | [ 22 ]          |

Игра получила "в целом неблагоприятные отзывы", согласно веб-сайту Metacritic, собирающему обзоры. Дэниел Эриксон из Next Generation сказал, что игра была "одним милым трюком вдали от абсолютного дерьма". В Японии Famitsu дал ей оценку 30 из 40.